# Slovenië op het Eurovisiesongfestival 1995
Slovenië nam deel aan het Eurovisiesongfestival 1995 in Dublin, Ierland. Het was de 2de deelname van het land op het Eurovisiesongfestival. RTVSLO was verantwoordelijk voor de Sloveense bijdrage van de editie van 1995.

## Selectieprocedure
Om de tweede kandidaat te selecteren die Slovenië zou vertegenwoordigen, werd er gekozen om een nationale finale te organiseren.
Deze finale vond plaats op 27 februari 1995 in de studio's van de nationale omroep in Ljubljana en werd gepresenteerd door Saša Gerdej.
In totaal deden er 12 artiesten mee aan deze finale en de winnaar werd gekozen door 12 regionale jury's.

| Volgorde | Lied                        | Artiest                       | Punten | Plaats |
| -------- | --------------------------- | ----------------------------- | ------ | ------ |
| 1        | "Vsaj še trenutek"          | Avia Band                     | 120    | 3      |
| 2        | "Ker te ljubim"             | Jan Plestenjak                | 73     | 5      |
| 3        | "Tvoje oči"                 | Miha Balažič                  | 53     | 10     |
| 4        | "Joanna"                    | Freeway                       | 61     | 9      |
| 5        | "Naj tvoja volja se zgodi " | Don Juan                      | 72     | 6      |
| 6        | "Ne ti, ne jaz"             | Daniela Sasič & Mario Barišič | 14     | 12     |
| 7        | "Prisluhni mi"              | Darja Švajger                 | 132    | 1      |
| 8        | "Oda ljubezni"              | Irena Vrčkovnik & Oto Pestner | 122    | 2      |
| 9        | "Ljubezen je"               | Faraoni                       | 102    | 4      |
| 10       | "Edina ti"                  | After eight                   | 69     | 7      |
| 11       | "Hvala ti"                  | Malibu                        | 68     | 8      |
| 12       | "Dober dan maj"             | Čudežna polja                 | 50     | 11     |

## In Dublin
In Ierland trad Slovenië aan als 20ste, net na Denemarken en voor Israël. 
Op het einde bleek dat ze 84 punten verzameld hadden, goed voor een 7de plaats. Dit resultaat is nog steeds het beste resultaat voor het land op het festival.
België had geen punten over voor deze inzending en Nederland deed niet mee in 1995.

### Gekregen punten

#### Finale
| 12 punten              | 10 punten                           | 8 punten                       | 7 punten           | 6 punten                |
| ---------------------- | ----------------------------------- | ------------------------------ | ------------------ | ----------------------- |
|                        | - Griekenland - Verenigd Koninkrijk | - Hongarije - Ierland          | - Rusland - Zweden | - Bosnië en Herzegovina |
| 5 punten               | 4 punten                            | 3 punten                       | 2 punten           | 1 punt                  |
| - Duitsland - Portugal | - Polen                             | - Cyprus - Israël - Oostenrijk | - Kroatië - Malta  | - IJsland               |

### Punten gegeven door Slovenië

#### Finale
Punten gegeven in de finale:
| 12 punten | Kroatië     |
| 10 punten | Israël      |
| 8 punten  | Frankrijk   |
| 7 punten  | Noorwegen   |
| 6 punten  | Denemarken  |
| 5 punten  | Ierland     |
| 4 punten  | Cyprus      |
| 3 punten  | Turkije     |
| 2 punten  | Griekenland |
| 1 punt    | Zweden      |